# Eufronio de Autun
Eufronio (Euphrone, Euphronius, f. después de 472) fue un obispo de Autun.
Sabemos por San Gregorio de Tours que hizo construir una iglesia dedicada a San Sinforiano, en Autun. Se convirtió en obispo en 451 a más tardar. Son las cartas de San Sidonio Apolinar las que más nos informan sobre su vida y ministerio. Hacia el año 470, acompañó al obispo de Lyon Paciente y a otros prelados a Chalon-sur-Saône para consagrar a un nuevo obispo. Todavía en 472, Sidonio Apolinar le escribió para asistir a la consagración del nuevo obispo de Bourges.
Eufronio fue enterrado en el cementerio de la abadía de Saint-Symphorien de Autun; su nombre aparece en el Martirologio Romano, para la fecha del 3 de agosto.
Se conoce una carta de Eufronio, fechada en 453 y dirigida al obispo de Angers, Talasio, cuyo texto aparece reproducido en los Concilia antiquæ Galliæ (1629) de Jacques Sirmond y en el capítulo Gaule Chrétienne de la Histoire littéraire de la France (1814), tomo II, p. 465.